# Tommaso Chieffi
Tommaso Chieffi (Amberes, Bélgica, 20 de diciembre de 1961) es un deportista italiano que compitió en vela en la clase 470. Su hermano Enrico también compitió en vela.
Ganó dos medallas en el Campeonato Mundial de 470, oro en 1985 y bronce en 1981, y dos medallas en el Campeonato Europeo de 470, oro en 1981 y bronce en 1985. Participó en los Juegos Olímpicos de Los Ángeles 1984, ocupando el quinto lugar en la clase 470.

## Palmarés internacional
| \| Campeonato Mundial \| Campeonato Mundial \| Campeonato Mundial \| Campeonato Mundial \| \| Año \| Lugar \| Medalla \| Clase \| \| ------------------ \| ------------------------------- \| ------------------ \| ------------------ \| \| 1981 \| Saint-Pierre-Quiberon (Francia) \| Medalla de bronce \| 470 \| \| 1985 \| Marina di Carrara (Italia) \| Medalla de oro \| 470 \| \| Campeonato Europeo \| \| \| \| \| Año \| Lugar \| Medalla \| Clase \| \| 1981 \| Morges (Suiza) \| Medalla de oro \| 470 \| \| 1985 \| Koper (Yugoslavia) \| Medalla de bronce \| 470 \| |                                 |                   |       |
| Campeonato Mundial |                                 |                   |       |
| Año | Lugar                           | Medalla           | Clase |
| 1981 | Saint-Pierre-Quiberon (Francia) | Medalla de bronce | 470   |
| 1985 | Marina di Carrara (Italia)      | Medalla de oro    | 470   |
| Campeonato Europeo |                                 |                   |       |
| Año | Lugar                           | Medalla           | Clase |
| 1981 | Morges (Suiza)                  | Medalla de oro    | 470   |
| 1985 | Koper (Yugoslavia)              | Medalla de bronce | 470   |